# Ускршњи обичаји - освећивање паске
Ускршњи обичаји - освећивање паске (русински: пошвецаня паски) / (украјински: посвячення паски; посвячення великоднього кошика), је традиционални обичај Русина и Украјинаца у Војводини и представљају синтезу традиционалног породичног обележавања Ускршњег празника.
Ускршњи обичаји - освећивање паске се налази на листи нематеријалног културног наслеђа Србије од 2021. године под инвентарним бројем 52.

## Празновање Ускрса
Верници русинске и украјинске Гркокатоличке цркве у Војводини Ускрс празнују по јулијанском календару („стари календар“), осим у неколико места где се поштује грегоријански („нови календар“).

## Специфичност обичаја
Специфичност обичаја се састоји у посебном обреду освећивања хране у цркви на Ускрс (русин. Велька ноц; укр. Великдень), као и самој припреми  хране у домаћинству.
Бојење и шарање јаја (русин. писанє писанкох / укр. розписування яєць) се обавља на Велики петак (русин. Вельки пияток; укр. Велика п’ятниця). 
У Шиду и околним местима сачувана је батик техника фарбања јаја. Том техником јаја се прво шарају воском, а затим боје.

### Трпеза
Сем бојених и шараних јаја, припрема се „сирец“ – обредно јело од јаја и млека, односно домаћи бели сир. Ту су још и „паска“ – обредни ускршњи колач, барена шунка, кобасице, млади лук, со и друго. Храна се ставља у плетену корпу и прекрива украшеном салветом, која се користи само за ову прилику.

### Обред
Обред освећивања хране се обавља у цркви или у порти цркве, након чега се приступа даривању и размени јаја, а верници се поздрављају са „Христос воскрес“ (русин.) / „Христос Воскрес! – Воістину Воскрес“. Након тога, освећена храна се једе на свечаном обеду у кућама.